# 2 settembre
Il 2 settembre è il 245º giorno del calendario gregoriano (il 246º negli anni bisestili). Mancano 120 giorni alla fine dell'anno.

## Eventi
- 31 a.C. - Guerra civile romana: battaglia di Azio, nella quale, al largo della costa occidentale greca, la flotta di Ottaviano sconfigge quella di Marco Antonio e Cleopatra
- 1666 - Grande incendio di Londra: un grosso incendio scoppia a Londra, nella casa del panettiere di Carlo II d'Inghilterra, a Pudding Lane nei pressi del London Bridge. L'incendio divampa per tre giorni distruggendo 10.000 edifici tra cui la Cattedrale di San Paolo, ma risulta che solo 16 persone vi abbiano perso la vita.
- 1686 - Dopo 143 anni di dominio ottomano i turchi vengono espulsi da Buda dall'esercito asburgico guidato da Carlo V di Lorena.
- 1752 - Il Regno Unito adotta il calendario gregoriano, quasi due secoli dopo la maggior parte dell'Europa occidentale
- 1789 - Viene fondato il Dipartimento del tesoro degli Stati Uniti d'America
- 1792 - A Parigi iniziano i Massacri di settembre
- 1847 - Risorgimento italiano: a Reggio Calabria e Messina scoppia la rivolta anti-borbonica ordita dal patriota reggino Domenico Romeo
- 1862 - Guerra di secessione americana: il presidente Abraham Lincoln riassegna con riluttanza il comando generale dell'esercito dell'Unione al generale George McClellan, dopo la disastrosa sconfitta del generale John Pope nella seconda battaglia di Bull Run
- 1864 - Guerra di secessione americana: le truppe dell'Unione, comandate dal generale William T. Sherman, entrano ad Atlanta, il giorno successivo a quello in cui i difensori Confederati abbandonarono la città
- 1870 - Guerra franco-prussiana: nella battaglia di Sedan le forze prussiane sconfiggono l'esercito francese e prendono prigionieri l'imperatore Napoleone III di Francia e 100.000 soldati
- 1882 - A Filadelfia, il fotografo William Nicholson Jennings riesce a fotografare per la prima volta un fulmine.[1]
- 1885 - A Rock Springs (Wyoming), 150 minatori bianchi attaccano i loro colleghi cinesi, uccidendone 28, ferendone 15 e costringendone diverse centinaia a lasciare la città
- 1898 - Battaglia di Omdurman - Truppe britanniche ed egiziane, guidate da Horatio Kitchener, sconfiggono i guerrieri sudanesi guidati da Khalifa Abdullah al-Taashi, stabilendo così il dominio britannico in Sudan
- 1900 - Ribellione dei Boxer: 470 tra Bersaglieri e Fanti di Marina italiani catturano il fino ad allora inespugnabile forte di Chan Hai Tuan dopo tre assalti.
- 1901 - Il vicepresidente statunitense Theodore Roosevelt pronuncia la famosa frase "parlate con dolcezza e tenete pronto un bastone" alla fiera di Stato del Minnesota
- 1927 - Bologna: lo svedese Arne Borg è il primo uomo della storia a nuotare i 1500 m in meno di 20 minuti
- 1939 - A seguito dell'Invasione della Polonia, la Città Libera di Danzica, governata dal leader nazista Albert Forster, viene annessa alla Germania nazista
- 1943 - Salvatore Giuliano viene ufficialmente dichiarato bandito
- 1944 - Terminano bruscamente gli aiuti del Lend-Lease Act alle nazioni alleate da parte degli USA
- 1945
  - Il Vietnam dichiara la sua indipendenza e forma la Repubblica Democratica del Vietnam (Vietnam del Nord)
  - Seconda guerra mondiale: la resa finale ed ufficiale dell'Impero giapponese, presentata da una delegazione guidata da Mamoru Shigemitsu, viene accettata dal generale Douglas MacArthur e dall'ammiraglio Chester Nimitz a bordo della nave da guerra USS Missouri (BB-63) nella Baia di Tokyo, ponendo fine alla guerra. In Giappone comunque il 15 agosto è riconosciuto come la data finale della guerra del Pacifico
- 1963 - Fondazione della Bruce McLaren Motor Racing Ltd. a New Malden (dal 1965 incorporato in Kingston upon Thames), Londra, da parte dell'omonimo pilota di Formula 1, Bruce McLaren
- 1967 - La micronazione del Principato di Sealand dichiara unilateralmente la sua indipendenza[2]
- 1973 - A Barcellona Felice Gimondi diventa Campione del mondo di ciclismo su strada, battendo allo sprint Freddy Maertens e Luis Ocaña
- 1980 - Scompaiono a Beirut, in Libano, i due giornalisti italiani Italo Toni e Graziella De Palo
- 1987 - Inizia a Mosca il processo del diciannovenne pilota tedesco Mathias Rust, che atterrò con il suo Cessna sulla Piazza Rossa nel maggio del 1987
- 1990 - Entra in vigore la Convenzione internazionale sui diritti dell'infanzia, approvata dall'Assemblea generale delle Nazioni Unite il 20 novembre 1989
- 1991 - Il soviet del Nagorno Karabakh dichiara l'indipendenza e la nascita della repubblica
- 1998
  - In Canada i piloti dell'Air Canada effettuano il primo sciopero nella storia della compagnia
  - Il Tribunale penale internazionale per il Ruanda delle Nazioni Unite riconosce Jean-Paul Akayesu, l'ex-sindaco di una piccola città dello stato africano, colpevole di nove imputazioni di genocidio. È la prima volta che la legge sul bando del genocidio del 1948 viene applicata
  - In Nuova Scozia un MD-11 elvetico in volo tra New York e Ginevra precipita nell'Atlantico per un incendio scoppiato a bordo. Muoiono 229 persone.

## Nati
Ci sono circa 1 100 voci su persone nate il 2 settembre; vedi la pagina Nati il 2 settembre per un elenco descrittivo o la categoria Nati il 2 settembre per un indice alfabetico.

## Morti
Ci sono circa 500 voci su persone morte il 2 settembre; vedi la pagina Morti il 2 settembre per un elenco descrittivo o la categoria Morti il 2 settembre per un indice alfabetico.

## Feste e ricorrenze

### Civili
- Vietnam – Festa nazionale

### Religiose
Cristianesimo:
- Sant'Abibo di Edessa, diacono e martire
- Sant'Agricola di Avignone, vescovo
- Sant'Alberto da Prezzate (o di Pontida), abate
- Sant'Antonino di Apamea, martire
- Sant'Antonino di Pamiers, sacerdote e martire
- Sant'Elpidio di Cappadocia, abate
- Sant'Elpidio di Lione, vescovo
- San Giusto di Lione, vescovo
- San Guido di Pontida, abate
- San Lanfranco di Vercelli, vescovo
- San Nonnoso del Monte Soratte, priore
- San Prospero di Tarragona, vescovo (venerato a Camogli)
- San Salomone Leclerq, protomartire lasalliano
- San Siagrio di Autun, vescovo
- Santi Teodota, Evodio, Ermogene e Callista, martiri
- San Zenone di Nicomedia e i figli Concordio e Teodoro, martiri
- Beato Alessandro Carlo Lanfant, gesuita, martire
- Beato Ambroise-Augustin Chevreux, abate e martire
- Beato André Grasset de Saint-Sauveur, sacerdote e martire
- Beato Antonio Franco, sacerdote
- Beato Apollinare da Posat (Jean-Jacques Morel), sacerdote e martire
- Beato Brocardo del Monte Carmelo
- Beati Carlo Luigi e Luigi Beniamino Hurtrel, martiri
- Beato Carlo Regis Matteo de La Calmette, conte di Valfons, martire
- Beato Enrico Filippo Ermes, martire
- Beato Francesco Luigi Hebert, sacerdote eudista, martire
- Beato Francesco Urbano Salins de Niart, martire
- Beato François-Joseph de La Rochefoucauld, vescovo e martire
- Beato Giacomo Friteyre-Durvè, sacerdote e martire
- Beato Gianfrancesco Burtè, francescano conventuale e martire
- Beato Giorgio Girault (Severino), martire della Rivoluzione francese
- Beato Giovanni Lacan, sacerdote e martire
- Beata Ingrid Elofsdotter di Skanninge (di Svezia)
- Beato Jean-Marie du Lau d'Alleman, vescovo e martire
- Beato Laurent (Abbé Laurent), sacerdote e martire
- Beato Luigi Francesco Meallet de Fargues, sacerdote e martire
- Beato Oliviero Lefevre, sacerdote e martire
- Beato Pierre-Louis de La Rochefoucauld, vescovo e martire
- Beati Pietro Giacomo Maria Vitalis e 20 compagni martiri dei massacri di settembre
- Beato Pietro Landry, sacerdote e martire
- Beato Pietro Ploquin, sacerdote e martire
- Beato Giovanni Enrico Luigi Michele Samson, martire
- Beato Urbano Lefevre, sacerdote e martire

Religione romana antica e moderna:
- Vittoria di Augusto ad Azio

Antico Egitto:
- Osiride ad Abido.